# A betolakodó (film, 2019)
A betolakodó (eredeti cím: The Intruder)  2019-es amerikai pszicho-thriller, amelyet Deon Taylor rendezett és David Loughery írt.
A főszereplők Michael Ealy és Meagan Good, mint házaspár, akik házat vásárolnak a megyében, ám a korábbi tulajdonos (Dennis Quaid), nehezen tud megválni a háztól.
A Sony Pictures Release az Amerikai Egyesült Államokban 2019. május 3-án adta ki. Magyarországon 2020 áprilisában jelent meg szinkronizálva.
A film világszerte több mint 36 millió dolláros bevételt termelt.

## Cselekmény
Scott (Michael Ealy) és Annie Howard (Meagan Good) házaspár vesz egy házat a Napa-völgyben Charlie Pecktől (Dennis Quaid), egy szarvasvadásztól, aki állítása szerint két évvel korábban elvesztette feleségét a rák miatt. Charlie elmondja nekik, hogy egy közeli motelben fog megszállni, amíg arra vár, hogy elhagyhassa az államokat, hogy a lányával, Cassidy-vel éljen Floridában.
Charlie megszállottja lesz, hogy szorosan szemügyre veszi a házaspárt, és még mindig hiányzik neki a háza, amelyet Foxglove-nak hívott. Elkezd gyakran bejelentés nélkül megjelenni; Annie barátságosnak találja Charlie-t, és sajnálja őt, míg Scott-ot egyre jobban idegesíti és bosszantja a jelenléte. Scott rendszeresen felébred éjjelente csikorgó hangokra és a kinti fény bekapcsolódása miatt. Scott barátjának, Mike-nak szintén gyanús Charlie, és meg van győződve arról, hogy Scottot és Annie-t szemmel tartja. Egy szomszéd felfedi Scottnak, hogy Charlie felesége megölte magát Charlie puskájával.
Charlie emellett megszállottja lesz Annie-nek, és egyre sűrűbben kezdi meglátogatni, amikor Scott éppen dolgozik. Egy reggelen, amíg Scott kocogni megy, egy teherautó közelíti meg és elgázolja, majd elhajt; Kiderül, hogy Charlie tette. A kórházban tartózkodva Scott arra kéri Mike-t, hogy végezzen háttér vizsgálatot Charlie-ról és családjáról, aki rájön, hogy súlyos adósságban vannak, és Charlie kénytelen volt emiatt eladni a házat. Arra is kéri Mike-ot, hogy nézzen rá Annie-re, miközben benntartják őt éjszakára. Közben Charlie felbukkan a háznál, és Annie behívja őt.
Mike meglátogatja a házat, és Charlie végül szembeszáll vele, aki kijelenti, hogy esélye van minden visszaszerzésre, amit elveszített, de először Scott-tól kell megszabadulnia. Charlie ezután fejszével megöli Mike-ot. Eközben Scott kapcsolatba lép Cassidy-vel, aki azóta megváltoztatta a nevét; azt mondja Scottnak, hogy Maine-ben él, és elköltözött, miután Charlie megölte az anyját, és öngyilkosságnak állította be. Azt állítja róla, hogy "beteges hazudozó" és "szörnyeteg". Scott beszél a motel recepciósával is, akitől kiderül, hogy Charlie egyáltalán nem szállt meg ott.
Hazatérve a kórházból, Scott azt követeli, hogy Charlie többé ne látogasson el újra a házba, és távolsági szerződést is írt. Később aznap este, miközben Annie egyedül van, Charlie megjelenik a házban. Miután távozott, a nő felfedez egy titkos ajtót az emeleten, egy földalatti pincéhez vezetve, ahol Charlie egész idő alatt élt ágyakkal és főzőberendezésekkel. Annie felfedezi Mike holttestét is a hűtőszekrényben.
Charlie megtudja, hogy Annie megtalálta a rejtekhelyét, és üldözni kezdi őt a ház körül; Charlie arra készül, hogy megerőszakolja Annie-t, de végül Scott hazaér. Együtt legyőzik őt, Charlie azt mondta: "Nem érdemled meg a Foxglove-ot!", ekkor a saját fegyverével lelövi őt Scott.

## Szereplők
| Szereplő                              | Színész          | Magyar hang       |
| ------------------------------------- | ---------------- | ----------------- |
| Scott Howard                          | Michael Ealy     | Előd Álmos        |
| Annie Howard                          | Meagan Good      | Szilágyi Csenge   |
| Charlie Peck                          | Dennis Quaid     | Bezerédi Zoltán   |
| Mike                                  | Joseph Sikora    | Karácsonyi Zoltán |
| Rachael                               | Alvina August    | Vadász Bea        |
| Brian                                 | Lee Shorten      |                   |
| Erica Cerra                           | Jillian Richards |                   |
| Grady Kramer                          | Kurt Evans       |                   |
| Ellen                                 | Carolyn Anderson |                   |
| Cassidy Peck Thompson / Vanessa Smith | Lili Sepe        |                   |
| Jégkrémes lány                        | Raylene Herewood |                   |
| Doktor                                | Chris Shields    |                   |

## Produkció
2018 májusában Ealy, Good és Quaid aláírtak a film főszerepeire.